# Patricia Taea
Patricia Nooroa Taea (Rarotonga, 25 maggio 1993) è una velocista cookese.
Ha debutatto oltre i confini del continente oceaniano nel 2010 ai Mondiali juniores. Ha preso parte a due edizioni consecutive dei Giochi olimpici nel 2012 e 2016.

## Record nazionali
- 100 metri: 11"97 (+1,5 m/s) ( Brisbane, 3 dicembre 2017)

## Palmarès
| Anno | Manifestazione              | Sede           | Evento                 | Risultato | Prestazione | Note                                     |
| ---- | --------------------------- | -------------- | ---------------------- | --------- | ----------- | ---------------------------------------- |
| 2010 | Mondiali juniores           | Moncton        | 100 m piani            | Batteria  | 1"05        |                                          |
| 2010 | Giochi del Commonwealth     | Delhi          | 100 m piani            | Batteria  | 13"10       | Record nazionale                         |
| 2011 | Mondiali                    | Taegu          | 100 m piani            | Batteria  | 12"62       |                                          |
| 2011 | Giochi del Pacifico         | Nouméa         | 100 m piani            | 7ª        | 12"60       |                                          |
| 2011 | Oceaniani                   | Apia           | Lancio del giavellotto | Bronzo    | 27,67 m     | [ 1 ]                                    |
| 2012 | Giochi olimpici             | Londra         | 100 m piani            | Batteria  | 12"47       |                                          |
| 2012 | Mondiali indoor             | Istanbul       | 60 m piani             | Batteria  | 8"06        | Record nazionale                         |
| 2012 | Oceaniani                   | Cairns         | 100 m piani            | 4ª        | 12"64       | [ 1 ]                                    |
| 2013 | Oceaniani                   | Papeete        | 100 m piani            | Argento   | 12"57       |                                          |
| 2013 | Mondiali                    | Mosca          | 100 m piani            | Batteria  | 12"39       |                                          |
| 2013 | Piccoli Giochi del Pacifico | Matāʻutu       | 100 m piani            | 5ª        | 12"29       |                                          |
| 2013 | Piccoli Giochi del Pacifico | Matāʻutu       | 200 m piani            | Argento   | 25"13       |                                          |
| 2014 | Mondiali indoor             | Sopot          | 60 m piani             | Batteria  | 7"93        | Record nazionale                         |
| 2014 | Oceaniani                   | Rarotonga      | 100 m piani            | Bronzo    | 12"34       |                                          |
| 2014 | Oceaniani                   | Rarotonga      | 200 m piani            | 11ª       | 26"11       |                                          |
| 2014 | Giochi del Commonwealth     | Glasgow        | 100 m piani            | Batteria  | 12"68       |                                          |
| 2014 | Giochi del Commonwealth     | Glasgow        | 200 m piani            | Batteria  | 26"14       |                                          |
| 2015 | Oceaniani                   | Cairns         | 100 m piani            | 7ª        | 12"29       |                                          |
| 2015 | Oceaniani                   | Cairns         | 200 m piani            | Batteria  | 25"29       |                                          |
| 2015 | Mondiali                    | Pechino        | 100 m piani            | Batteria  | 12"34       | Miglior prestazione personale stagionale |
| 2015 | Giochi del Pacifico         | Port Moresby   | 100 m piani            | 7ª        | 12"82       |                                          |
| 2015 | Giochi del Pacifico         | Port Moresby   | 200 m piani            | 6ª        | 26"02       |                                          |
| 2016 | Mondiali indoor             | Portland       | 60 m piani             | Batteria  | 7"95        | Miglior prestazione personale stagionale |
| 2016 | Giochi olimpici             | Rio de Janeiro | 100 m piani            | Batteria  | 12"41       |                                          |
| 2017 | Mondiali                    | Londra         | 100 m piani            | Batteria  | 12"18       | Record nazionale                         |
| 2017 | Piccoli Giochi del Pacifico | Port Vila      | 100 m piani            | Argento   | 12"08       |                                          |
| 2017 | Piccoli Giochi del Pacifico | Port Vila      | 200 m piani            | Oro       | 24"16       | [ 2 ]                                    |
| 2017 | Oceaniani                   | Suva           | 100 m piani            | 4ª        | 12"44       |                                          |
| 2017 | Oceaniani                   | Suva           | 200 m piani            | 4ª        | 25"05       |                                          |
| 2018 | Mondiali indoor             | Birmingham     | 60 m piani             | Batteria  | 7"90        | Record nazionale                         |
| 2018 | Giochi del Commonwealth     | Gold Coast     | 100 m piani            | Batteria  | 12"22       |                                          |
| 2018 | Giochi del Commonwealth     | Gold Coast     | 200 m piani            | Batteria  | 24"91       |                                          |